# Dieter Frielinghaus

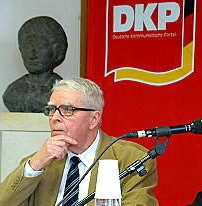
Dieter Frielinghaus (2005)

Dieter Frielinghaus (* 14. November 1928 in Braunschweig; † 16. Mai 2024 in Brüssow) war ein deutscher evangelisch-reformierter Pastor.

## Leben
Dieter Frielinghaus, ein älterer Bruder des Übersetzers Helmut Frielinghaus, studierte in Göttingen Evangelische Theologie. 1956 wurde er mit einer Dissertation über Andreas Hyperius zum Doktor der Theologie promoviert. Frielinghaus wurde Mitglied von sozialistischen und kommunistischen Gruppen, engagierte sich gegen die Wiederbewaffnung Westdeutschlands und in der Friedensbewegung der Bundesrepublik. 1957 ging er auf Wunsch des gesamtdeutschen Bundes reformierter Gemeinden nach Dresden. Am 9. November 1957 wurde Frielinghaus ordiniert und Pfarrer der dortigen reformierten Gemeinde. 1975 zog er nach Bergholz und war bis zu seiner Pensionierung 1993 dort Pfarrer. Von 1984 bis 1990 war er Vorsitzender des Moderamens der Reformierten Gemeinden in der DDR und vertrat diese in der berlin-brandenburgischen Kirchenleitung.
Frielinghaus zog aufgrund seiner Übersiedlung aus der Bundesrepublik, seiner politischen Positionierung und seines Berufes das Interesse des Ministeriums für Staatssicherheit (MfS) auf sich. Entsprechend gab es zwischen 1957 und 1959 sowie zwischen 1970 und 1976 Anwerbungsversuche, außerdem führte das MfS zeitweilig eine Akte über ihn. Eine durch das Moderamen der reformierten Kirche 1995 veranlasste Untersuchung unter Auswertung dieser Akte bestätigte jedoch seine Aussage, dass er es stets abgelehnt hatte, Auskünfte zu erteilen.
Frielinghaus wurde 1991 zum Präsidenten des Kuratoriums des Vereins Gesellschaft zum Schutz von Bürgerrecht und Menschenwürde (GBM) gewählt. 1996 erhielt er den „Menschenrechtspreis“ der GBM. Er publizierte in den Weißenseer Blättern, der Zeitschrift Topos – Internationale Beiträge zur dialektischen Theorie, der Reformierten Kirchenzeitung und der Jungen Welt. Er unterstützte u. a. das Komitee zur Verteidigung von Slobodan Milošević, die palästinensischen Befreiungsbewegungen und forderte die Erhaltung der Ernst-Thälmann-Gedenkstätte in Ziegenhals. Er war Mitglied der DKP und lebte mit seiner Ehefrau Gisela Frielinghaus in Brüssow. Dort verstarb Dieter Frielinghaus am 16. Mai 2024 im Alter von 95 Jahren.

## Schriften
- Ecclesia und vita. Eine Untersuchung zur Ekklesiologie des Andreas Hyperius (= Beiträge zur Geschichte und Lehre der Reformierten Kirche; 23). Neukirchener Verlag, Neukirchen-Vluyn, 1966, DNB 456671293 (Druckfassung der Dissertation Göttingen 1956).
- Sie wissen, was sie tun: über Förderer und Bewunderer der sogenannten Jesusbewegung. Union Verlag VOB, (Ost-)Berlin, 1973, DNB 730314596.
- Peter Franz: Unfrieden in Deutschland. Teil 4: Kirche im Sündenfall: Als Pfarrer in Kapellendorf. Mit einem Nachwort von Dieter Frielinghaus. Hrsg. von Wolfgang Richter. GNN-Verlag Schkeuditz 1995, ISBN 3-929994-42-9.
- Nicht zu viel habe ich für den Sozialismus getan …: Reden, Aufsätze, ein Interview und eine Predigt. Ein Theologe als Kommunist (= Literaturbeiträge; 2010,2). Landesvorstand Berlin der DKP, Berlin, 2010, DNB 1035037637.
- mit Armin Stolper: Kommunistische Standpunkte des evangelischen Theologen Dieter Frielinghaus und eine Geschichte von Armin Stolper (= Schriftenreihe zur Kultur; 32). Gesellschaft zum Schutz von Bürgerrecht und Menschenwürde, Berlin, 2015, DNB 111628653X.